# Engelbert Lulla
Engelbert Lulla (25 de septiembre de 1925) es un deportista austríaco que compitió en piragüismo en la modalidad de aguas tranquilas. Ganó una medalla de oro en el Campeonato Mundial de Piragüismo de 1954 en la prueba de C2 1000 m.
Participó en los Juegos Olímpicos de Helsinki 1952, donde finalizó sexto en la prueba de C2 1000 m.

## Palmarés internacional
| Campeonato Mundial | Campeonato Mundial | Campeonato Mundial | Campeonato Mundial |
| Año                | Lugar              | Medalla            | Evento             |
| ------------------ | ------------------ | ------------------ | ------------------ |
| 1954               | Mâcon (Francia)    | Medalla de oro     | C2 1000 m          |